# Fontaine du Terrail
La fontaine du Terrail est une fontaine située à Clermont-Ferrand en France. Elle est inscrite aux monuments historiques depuis 1987. Elle est construite en 1602.

## Situation
La fontaine du Terrail est située au milieu de la place du Terrail, dans le centre-ville historique, à l'est de la cathédrale.